# 吉州郡
吉州郡（キルチュぐん）は朝鮮民主主義人民共和国咸鏡北道にある郡。郡所在地は吉州邑。2005年、北朝鮮の核実験基地として報じられている。

## 地理
咸鏡北道南部に位置し、東は明川郡、南は金策市と花台郡、北は明澗郡と漁郎郡、西は咸鏡南道端川市と両江道白岩郡に接する。咸鏡山脈と馬嶺山脈が出会う山岳地帯で、特に郡北西部には高山が多い。年平均気温は7.5度、1月の平均気温マイナス7.6度、8月の平均気温22.2度である。

## 行政区画
1邑・5労働者区・22里を管轄する。
| - 吉州邑（キルチュウプ） - 龍潭労働者区（リョンダムノドンジャグ） - 営南労働者区（ヨンナムノドンジャグ） - 営北労働者区（ヨンブンノドンジャグ） - 日新労働者区（イルシンノドンジャグ） - 洲南労働者区（チュナムノドンジャグ） - 金松里（クムソンニ） - 錦川里（クムチョンニ） - 南陽里（ナミャンニ） - 徳新里（トクシンニ） - 龍城里（リョンソンニ） - 柳川里（リュチョンニ） - 林洞里（リムドンニ） - 木城里（モクソンニ） | - 門岩里（ムナムニ） - 白元里（ペグォンニ） - 鳳岩里（ポンアムニ） - 新洞里（シンドンニ） - 十一里（シビルリ） - 双龍里（サンニョンニ） - 温泉里（オンチョンニ） - 青岩里（チョンアムニ） - 春興里（チュヌンニ） - 塔陽里（タビャンニ） - 坪六里（ピョンニュンニ） - 豊渓里（プンゲリ） - 合浦里（ハッポリ） - 紅繍里（ホンスリ） |

## 歴史
古代には高句麗と渤海の地であり、その後は長く女真族が居住していた。1107年に高麗が占拠したが、13世紀には元の領土に編入された。高麗末に再び高麗が占拠し、1390年に吉州と命名されている。
李氏朝鮮初期、1398年に吉州牧（地方行政単位）が置かれた。文禄・慶長の役のときは加藤清正麾下の兵1500人が在番していた。
1895年牧より郡となり鏡城府に属したが、翌1896年道の南北分割で咸鏡北道に属した。日本統治時代は農村地帯であったが、北朝鮮時代になると電気絶縁体や通信設備の生産基地として発展してきた。

### 年表
この節の出典
- 1914年4月1日 - 郡面併合により、咸鏡北道吉州郡に以下の面が成立。(7面)
  - 吉城面・徳山面・東海面・暘社面・営北面・雄坪面・長白面
- 1939年 - 吉城面・営北面が合併し、吉州邑が発足。(1邑5面)
- 1943年 - 吉州郡が吉城郡に改称。(1邑5面)
  - 吉州邑が吉城邑に改称。
- 1946年 - 吉城郡が吉州郡に改称。(6面)
  - 吉城邑が吉州面に降格。
- 1952年12月 - 郡面里統廃合により、咸鏡北道吉州郡吉州面・長白面・徳山面・雄坪面および暘社面・東海面の各一部地域をもって、吉州郡を設置。吉州郡に以下の邑・里が成立。(1邑24里)
  - 吉州邑・温泉里・龍城里・青岩里・豊渓里・営基里・柳川里・双龍里・鳳岩里・塔陽里・上下里・南陽里・日新里・徳新里・門岩里・錦川里・洲南里・坪六里・林洞里・龍潭里・十一里・新洞里・木城里・合浦里・春興里
- 1952年末 - 営基里が営北労働者区に昇格。(1邑1労働者区23里)
- 1953年 (1邑1労働者区23里)
  - 門岩里の一部が錦川里に編入。
  - 柳川里の一部が営北労働者区に編入。
- 1954年 (1邑1労働者区25里)
  - 吉州邑・柳川里の各一部が合併し、紅繍里が発足。
  - 温泉里の一部が分立し、金松里が発足。
  - 柳川里の一部が吉州邑に編入。
  - 営北労働者区の一部が柳川里に編入。
  - 洲南里の一部が坪六里に編入。
  - 塔陽里の一部が上下里に編入。
  - 新洞里の一部が木城里に編入。
- 1967年10月 - 龍潭里が龍潭労働者区に昇格。(1邑2労働者区24里)
- 1972年11月 - 洲南里が洲南労働者区に昇格。(1邑3労働者区23里)
- 1981年2月 - 日新里が日新労働者区に昇格。(1邑4労働者区22里)
- 1991年9月 - 吉州邑の一部が分立し、営南労働者区が発足。(1邑5労働者区22里)
- 1996年 - 上下里が白元里に改称。(1邑5労働者区22里)

## 交通
郡東部には平壌と結ぶ鉄道が走り、咸興市や清津市と結ぶ自動車道路もある。
- 平羅線
  - 芦洞駅 - 吉州青年駅 - 金松駅 - 温水坪駅
- 白頭山青年線
  - 吉州青年駅 - 南夕駅 - 城後駅 - 豊渓駅 - 載徳駅 - 城徳駅
- 日炭線
  - 芦洞駅 - 日炭駅

## 核実験施設
両江道と隣接した同郡豊渓里（풍계리）と春興里（춘흥리）一帯の山林地帯は1970年代から軍事衛戍地域に指定され、一般人の立ち入りが禁止されて、各種の軍事実験が行われていた。軍事衛星により、この地域で坑道が掘削されているのが確認され、2006年10月、核実験が行われた。